# ضربه محکم ۲: یخ شکن
ضربه محکم ۲: یخ شکن (به انگلیسی: Slap Shot 2: Breaking the Ice) یک فیلم کمدی ورزشی به کارگردانی استیو بویام با بازی استیون بالدوین و گری بیوسی محصول سال ۲۰۰۲ است. این فیلم مستقیم به صورت فیلم ویدئویی منتشر شد و دنباله فیلم ضربه محکم محصول سال ۱۹۷۷ است.

## داستان
در حالیکه هنوز برادران "هانسون" در لیک دسته دو هاکی روی یخ بازی می‌کنند، تیم "Chiefs" مالک جدیدی پیدا کرده و او یک مربی زن برای آنها تعیین می‌کند که…